# 제프 스태그스

제프리 휴 스태그스(Jeffrey Hugh Staggs)는 샌디에고 주립 아즈텍과 샌디에고 차저스에서 뛰었던 미국 대학 및 프로 미식축구 선수이다.

## 어린 시절
스태그스는 일리노이 주 엘진에서 태어나 샌디에이고 카운티 에서 자랐다. 포인트 로마 고등학교 를 졸업한 후, 그는 브리검영 대학교 와 샌디에이고 시티 칼리지에 다녔다.

## 직업

### 대학
2년 동안 스태그스는 돈 코벨 코치 아래 샌디에이고 주립 대학 에서 대학 미식축구를 했으며, 그곳에서 그는 1966년 아즈텍이 카멜라 볼에서 우승하는 데 라인 배커였으며 2009년 명예의 전당에 헌액되었다.

### 직업
스태그스는 샌디에이고 차저스(1967–1972 및 1974)와 세인트루이스 카디널스 (1973)의 아메리칸 풋볼 리그 와 내셔널 풋볼 리그 에서 프로로 뛰었다. 그는 1972년 2라운더와 함께 1973년 1월 29일 디콘 존스, 리 화이트 및 그렉 워치크 을 위해 차저스에서 램스로 트레이드되었다.

## 개인 생활
스태그스는 2014년 9월 17일 취침 중에 사망하였다. 사망 후 스태그스의 뇌는 보스턴 대학교 CTE 브레인 뱅크에 기증되었으며, 그곳에서 그가 만성 외상성 뇌병증(CTE)을 앓고 있음이 밝혀졌다. 2018년에는 스태그스와 다른 축구 선수들을 대신하여 전미 대학 체육 협회를 상대로 부당 사망 소송이 제기되었다.

## 같이 보기
- 다른 아메리칸 풋볼 리그 선수들